# Champasack
Champasak  hay Champassak, Champasack (tiếng Lào: ຈຳປາສັກ, IPA: [càmpàːsák], phiên âm tiếng Việt: Chăm-pa-sắc) là một tỉnh ở phía tây nam Lào, kề biên giới với Thái Lan và Campuchia. Đây là một trong ba lãnh địa nằm trên đất Lào, thuộc vương quốc Lan Xang. Theo cuộc tổng điều tra dân số năm 2015, đô thị này có dân số 694.023 người. 
Tên tỉnh lấy từ tên Vương quốc Champasak với thủ phủ cũ là thị trấn Champasak. Tỉnh lị là Pakse.
Tỉnh Champasak có diện tích 15.415 km². Phía bắc giáp tỉnh Salavan, tỉnh Sekong về phía đông bắc, tỉnh Attapeu về phía đông, các tỉnh Preah Vihear và Stung Treng của Campuchia về phía Nam và tỉnh Ubon Ratchathani của Thái Lan phía tây. Sông Mê Kông là một phần của ranh giới với nước láng giềng Thái Lan; quần đảo Si Phan Don (bốn ngàn đảo) nằm ở phía nam của tỉnh, giáp biên giới với Campuchia.
Champasak đã đóng một vai trò trung tâm trong lịch sử của Siam và Lào, với những trận chiến thường diễn ra ở Champasak và các khu lân cận. Di sản văn hóa phong phú của nó bao gồm các di tích đền thờ cổ đại và kiến trúc thuộc địa Pháp. Champasak có khoảng 20 ngôi chùa, các chùa nổi tiếng là chùa Wat Phou, chùa Wat Luang, và chùa Wat Tham Fai. Cá heo nước ngọt Irrawaddy và nhiều thác của tỉnh là những điểm thu hút khách du lịch.

## Lịch sử
Từ thế kỷ thứ 1 đến thế kỷ thứ 9 CE, tỉnh Champasak là một phần của Vương quốc Phù Nam và sau đó là các Vương quốc Chenla. Giữa thế kỷ 10 và 13, nó là một phần của Đế quốc Khmer. Năm 1354, vùng này nằm dưới quyền kiểm soát của vua Pha Ngum và đế chế Lan Xang. Đế chế Angkor đã bị suy thoái từ giữa thế kỷ XV và XV khi nó được sáp nhập vào Lan Xang. Vào năm 1707, Chamapasak trở thành một trong ba vương quốc phái sinh khi Đế chế [Lan Xang] tan rã. Trong thế kỷ 18, Lào trở thành một vương quốc độc lập. Vương quốc này chỉ có ba hoàng đế, Soi Sisamut (1713-1737), cháu của Suriya Vangas, Sainya Kuman (1737-1791) và cuối cùng là Fay Na (1791-1811).
Pakse, thủ phủ của tỉnh, được người Pháp thành lập vào năm 1905 với tư cách là tiền đồn hành chính ở ngã ba Xe Don (sông Don) và sông Mê Kông.

## Địa lý
Tỉnh Champasak có diện tích 15.415 km². Sông Mê Kông là một phần của ranh giới với nước láng giềng Thái Lan và, phía cuối uốn cong hướng về phía tây, quay về phía đông và chảy theo hướng đông nam qua tỉnh sang Campuchia. Champasak có thể đến từ Thái Lan thông qua các đường bộ qua cửa khẩu Chong Mek, huyện Sirindhorn, đến cửa khẩu Vang Tao ở phía Lào, từ đó theo đường chính dẫn về hướng đông tới Pakse, thủ phủ của tỉnh. Thành phố này nằm trên đường cao tốc quan trọng nhất của Lào, Quốc lộ 13 (Lào), và di sản Pháp có thể được nhìn thấy trong kiến trúc của thành phố.
Si Phan Don (nghĩa là Bốn ngàn đảo) nằm trên một dải sông Mê Kông phía bắc giáp với Campuchia. Trong số những hòn đảo này, đảo Don Khong có diện tích lớn nhất và có một số ngôi làng nhỏ, đền thờ và hang động. Một cây cầu được xây dựng từ thời Pháp trên tuyến đường sắt bị bỏ hoang giúp liên kết với hai hòn đảo nhỏ là đảo Don Deth và đảo Don Khon.
Trong tỉnh có nhiều thác nước như thác Liphi ở đảo Don Khon về phía tây của Bản Khon. Dưới thác, dòng nước ôn hòa của sông Mê Kông có thể nhìn thấy cá heo nước ngọt Irrawaddy. Thác Khone Phapheng ở phía đông của đảo Don Khon, cũng trên sông Mê Kông, chảy dọc theo một miệng núi đá rộng theo hình cong cạp nón. Thác nước Tad Fane cao 120 m (hay còn gọi là hang Hua Sao) nằm ở Cao nguyên Bolaven là thác nước cao nhất của quốc gia. Nó được tạo ra bởi các dòng suối Champi và Prakkoot chảy từ thượng nguồn ở độ cao khoảng 1.000 m trên mực nước biển. Cao nguyên nằm ở phía đông của Pakse.

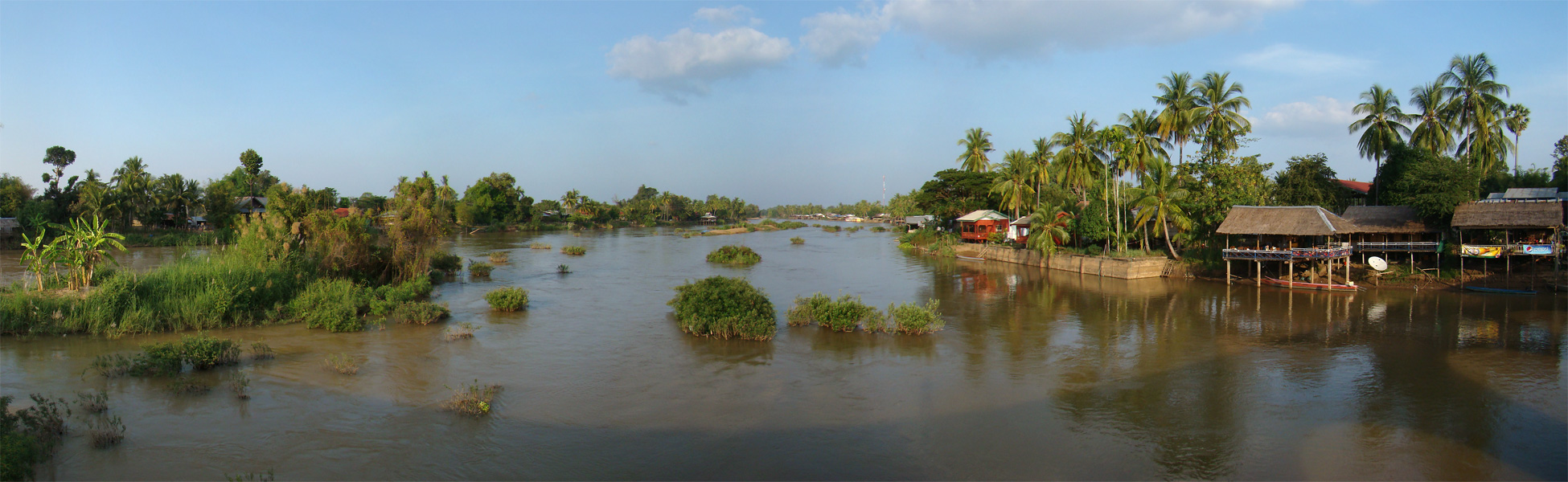
Đảo Si Phan Don
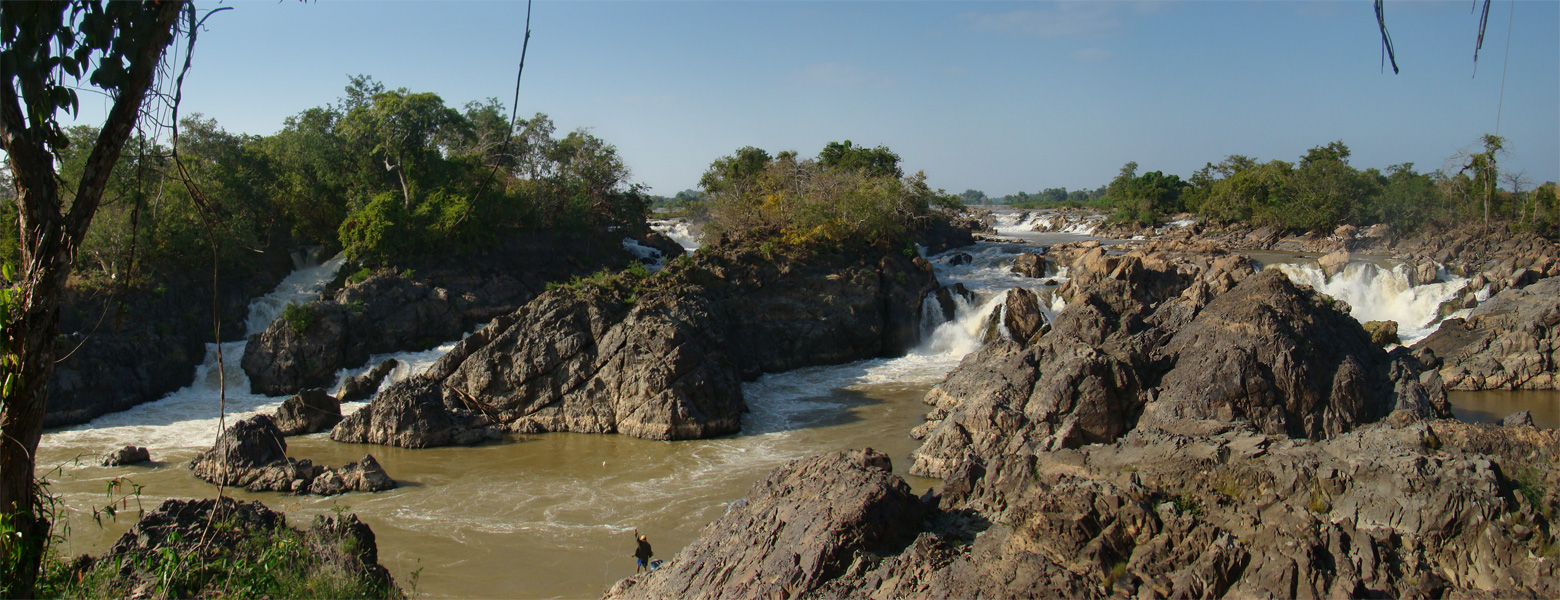
Thác Liphi
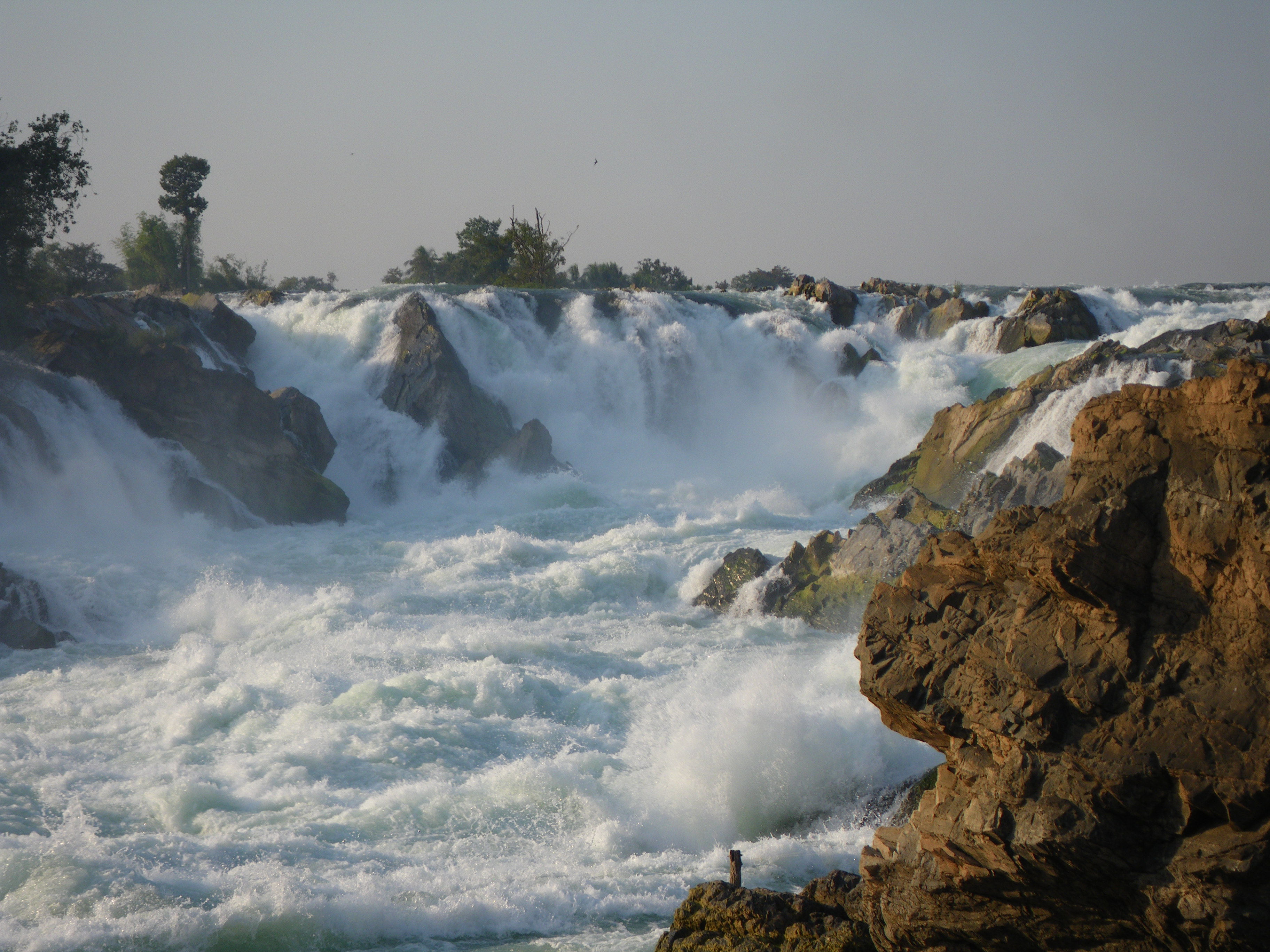
Thác Khone Phapheng

## Các khu bảo tồn
Khu bảo tồn quốc gia Xe Pian (NBCA) nằm ở phía đông nam của tỉnh, trong khi Khu bảo tồn quốc gia hang Dong Hua Sao nằm ở khu vực phía đông. Trung tâm Bảo vệ và Bảo tồn cá heo nước ngọt Irrawaddy nằm trên biên giới Campuchia. Những con cá heo nước ngọt này người địa phương gọi là "Pà Ha" theo (tiếng Lào), và chỉ được tìm thấy trên đoạn sông Mê Kông này. Có thể thuê tàu để xem những con cá heo có nguy cơ tuyệt chủng này, tại Bản Khon hay Bản Veun Kham (phía nam đảo).
Dòng Mê cêng từ núi Phou Xiang Thong đến Siphandon là Tràm Chim Quan trọng (IBA) có quy mô 34.200 ha. Một phần của IBA (khoảng 10.000 hecta) chồng lấn với khu bảo tồn quốc gia 120.000 ha Phou Xieng Thong. IBA nẳm trên hai tỉnh, Champasak và Salavan. IBA có độ cao 40–50 m so với mực nước biển. Địa hình của nó bao gồm các bãi đất, các bãi đá, đảo đá, dải cát, các đảo thực vật thấp, các hòn đảo đá vôi, và các bãi cát. Các loài ốc sên cùng các loài chim đặc trưng của Lào là little tern, river lapwing, River tern (bird), small pratincole và wire-tailed swallow
Khu tràm chim Phou Xiang Thong IBA rộng 36.650 ha đồng thời là khu Bảo tồn Sinh học Quốc gia NBCA. Tràm chim IBA này nẳm trên hai tỉnh, Champasak và Salavan. Tràm chim có độ cao 40 –500 m. Địa hình bao gồm các đồi thấp, vùng đất thấp, sông ngòi, và suối theo mùa. Môi trường sống thuận lợi cho các khu rừng lá rộng nhiệt đới và cận nhiệt đới, các khu rừng lá to nhiệt đới và cận nhiệt đới, rừng nhiệt đới, rừng bán khô ráo, rừng nhiệt đới khô cằn, rừng rụng lá xen kẽ, và các mỏ đá savanna lộ thiên. Các loài chim chính bao gồm chim cút màu xám little tern, chim sồi xanh River tern (bird), chim cút cổ đỏ small pratincole, và chim Xiêm đuôi lửa wire-tailed swallow.

## Các đơn vị hành chính
Tỉnh được tạo lập bởi các đơn vị hành chính cấp huyện sau:
| Bản đồ | Mã khu vực                | Tên tiếng Việt   | Tên tiếng Lào |
| ------ | ------------------------- | ---------------- | ------------- |
|        |                           |                  |               |
| 16-01  | Thành phố Pakxe           | ເມືອງປາກເຊ        |               |
| 16-02  | Muang Sanasomboun         | ເມືອງຊະນະສົມບູນ     |               |
| 16-03  | Muang Bachiangchaleunsouk | ເມືອງບາຈຽງຈະເລີນສຸກ |               |
| 16-04  | Muang Paksong             | ເມືອງປາກຊ່ອງ       |               |
| 16-05  | Muang Pathoumphone        | ເມືອງປະທຸມພອນ      |               |
| 16-06  | Muang Phonthong           | ເມືອງໂພນທອງ       |               |
| 16-07  | Muang Champassack         | ເມືອງຈຳປາສັກ       |               |
| 16-08  | Muang Soukhouma           | ເມືອງສຸຂຸມາ         |               |
| 16-09  | Muang Mounlapamok         | ເມືອງມູນລະປະໂມກ    |               |
| 16-10  | Muang Khong               | ເມືອງໂຂງ          |               |

## Dân cư
Theo điều tra dân số tháng ba 2005, dân số của tỉnh là 607.333 người. Thành phần sắc tộc bao gồm chủ yếu là người Lào, ngoài ra còn có người Chieng, Inthi, Kaseng, Katang, Kate, Katu, Kien Lavai, Laven, Nge, Nyaheun, Oung, Salao, Suay và các tộc người Tahoy.

## Kinh tế
Kinh tế của tỉnh chủ yếu dựa vào các sản phẩm nông nghiệp, đặc biệt là sản xuất cà phê, chè và mây. Đây là một trong những vùng sản xuất cà phê quan trọng nhất của Lào cùng với các tỉnh Salavan và Sekong. Pakse là tuyến thương mại và du lịch chính nối với Thái Lan, Campuchia và Việt Nam. Sau khi xây dựng cây cầu Lào Nippon qua sông Mê Kông tại Pakse năm 2002, thương mại với Thái Lan đã nhân lên gấp nhiều lần. Cây cầu nằm ở ngã ba đường giao thông tới cao nguyên Bolaven ở phía đông, phía tây là Thái Lan và Si Phan Don ở phía nam. Do đó, chợ Talat Dao Heung, gần cầu, đã trở thành một trong những trung tâm buôn bán lớn nhất ở Lào. Cơ sở hạ tầng được cải thiện cũng giúp thúc đẩy du lịch kể từ những năm 1990. Các trung tâm dệt may Bản Saphai và Bản Don Kho nằm cách Pakse 18 km. Hợp tác xã cà phê của nông dân Jhai, có trụ sở tại thủ phủ của tỉnh, hoạt động trồng trọt trên cao nguyên Bolaven. Cao nguyên Bolaven cũng nổi tiếng về cao su, thuốc lá, đào, dứa và sản xuất lúa gạo.

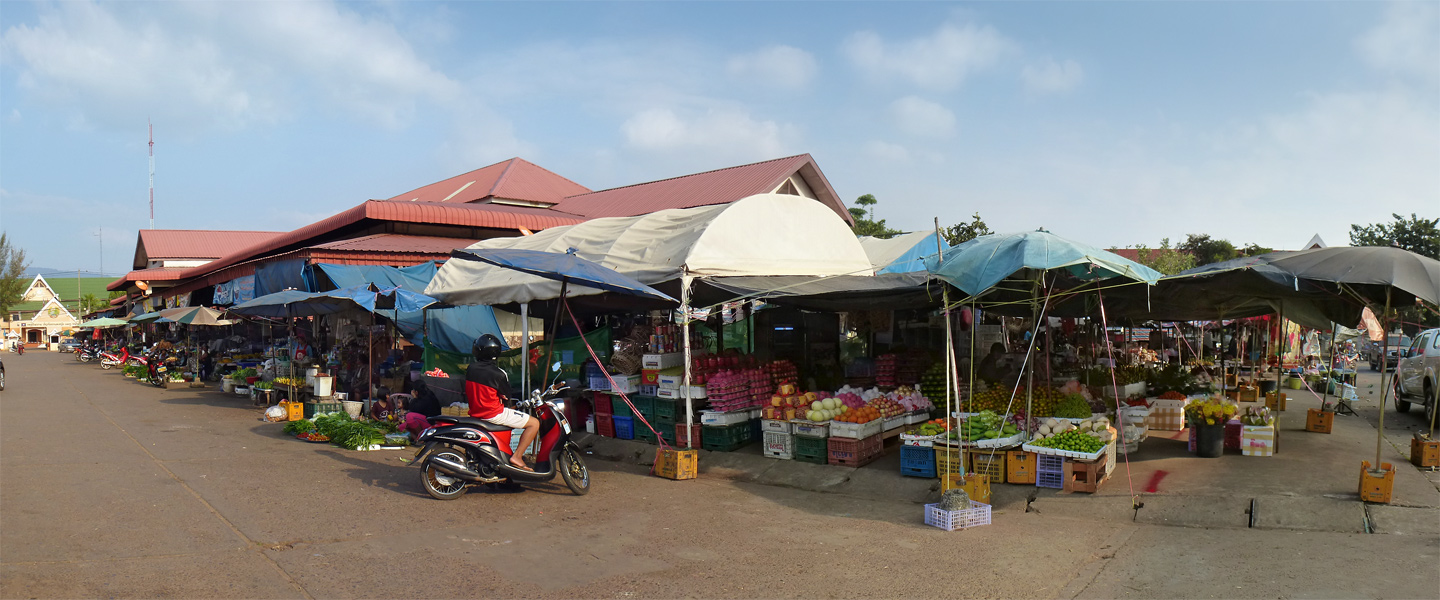
Chợ Pakse
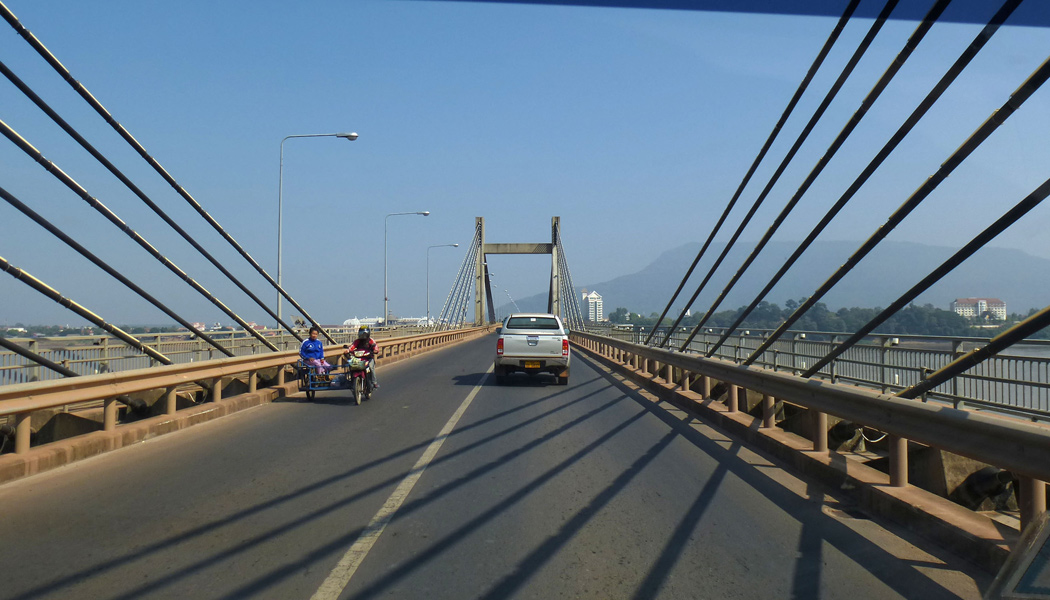
Cầu Lao Nippon
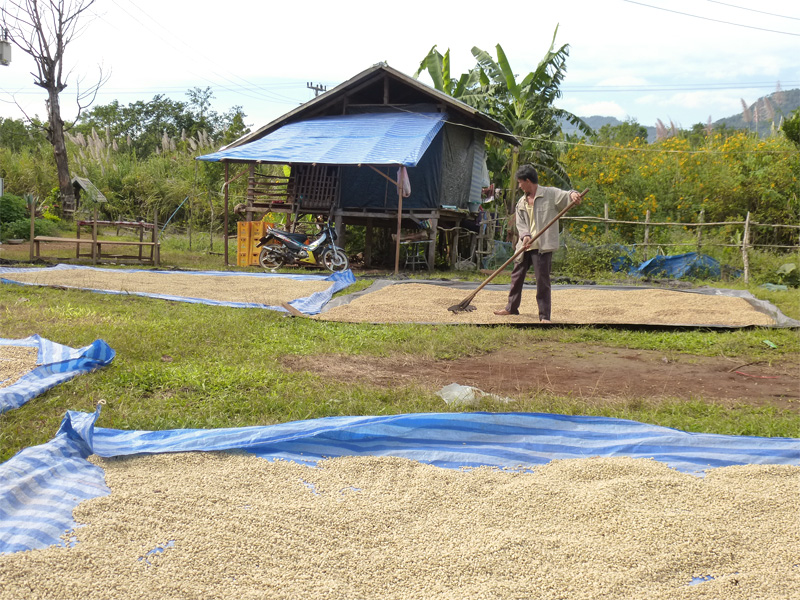
Phơi cà phê ở Cao nguyên Bolaven

## Các danh thắng
Champasak có khoảng 20 ngôi chùa. Các phế tích Đề chế Khmer của Wat Phou nằm ở trung tâm của huyện Champasak. Nó nằm trên sườn núi Phú Kao, cách Champasak khoảng 6 km và cách Pakse dọc theo sông Mê Kông khoảng 45 km về phía nam. Chùa Wat Phou được UNESCO công nhận là Di sản Thế giới vào ngày 14 tháng 12 năm 2001. Đây là khu vực thứ hai ở Lào được công nhận là Di sản Thế giớ. Khu phức hợp đền được xây dựng theo phong cách Khmer, nhìn ra sông Mê Kông và là một ngôi đền Hindu quan trọng của Đế chế Khmer. Tại cùng một vị trí là phế tích của các tượng đài tiền Angkor khác. Chùa Wat Phou Asa là một ngôi đền Hindu-Khmer cổ, được xây dựng trên đá phẳng của ngọn núi Phou Kao Klat Ngong thuộc huyện Pathoumphone. Có thể đến đây theo quốc lộ 13, phía nam Pakse, và sau đó đi bộ từ Bản Klat Ngong. Chùa được xây dựng bởi Khmers và đang ở trong tình trạng đổ nát, nhưng là một khu khảo cổ quan trọng. Chùa đang được trùng tu. Chùa Wat Wat Luang và chùa Wat Tham Fai được xây dựng vào năm 1935. Có một ngôi tu viện và một miếu thờ dấu chân phật Buddha nhỏ ở chủa Wat Pha Bhat và chùa Wat Tham Fai; các lễ hội tôn giáo được tổ chức trong một khu vực mở rộng lớn.
Tormor Rocky Channel là di sản quốc gia thứ 15 ở Lào; nó nằm cách chùa Wat Phou Champasak khoảng 11 km về phía đông nam bên bờ trái sông Mê Kông. Con đường tới tòa nhà được lót bằng các cột bằng đá sa thạch. Nó đang ở trong tình trạng đổ nát. Có một buồng lớn với các cửa ra vào ở phía trước, phía sau và cửa sổ hai bên. Chữ viết ngụ ý địa danh này có liên quan chặt chẽ đến chùa Wat Phou Champasak. Một khu khảo cổ học nằm ở Pu Asa trên đỉnh một ngọn núi. Bản Kiat Ngong nổi tiếng với các loài cây thuốc và lâm sản.
Bảo tàng Di sản Lịch sử Champasak ở Pakse cho cái nhìn sâu sắc về lịch sử của Lào cũng như di sản văn hoá và nghệ thuật của nó. Tại chùa Wat Amath, những kho báu có niên đại từ thời kỳ đồ đá có thể được nhìn thấy. Bảo tàng có ít hiện vật, nhưng nhiều tài liệu cũ, ba chiếc trống đồng Đồng Sơn, thế kỷ 7 (kiến trúc) Lintel được làm từ các bộ sưu tập đá sa thạch, dệt và đồ trang sức bao gồm cả các đồ như dây đeo mắt cá bằng sắt, khuyên tai ngà voi, dụng cụ âm nhạc, một stele bằng chữ Thái (từ thế kỷ 15 đến thế kỷ 18), bình nước từ thế kỷ 11 hoặc 12, Shiva nhổ, một mô hình của Wat Phu Champasak, các tượng Đức Phật Budda, và vũ khí của Mỹ. Tỉnh này là địa điểm của tuyến đường sắt đầu tiên của Lào, Đường sắt Don Det - Don Khon ở đảo Don Det và Don Khon.

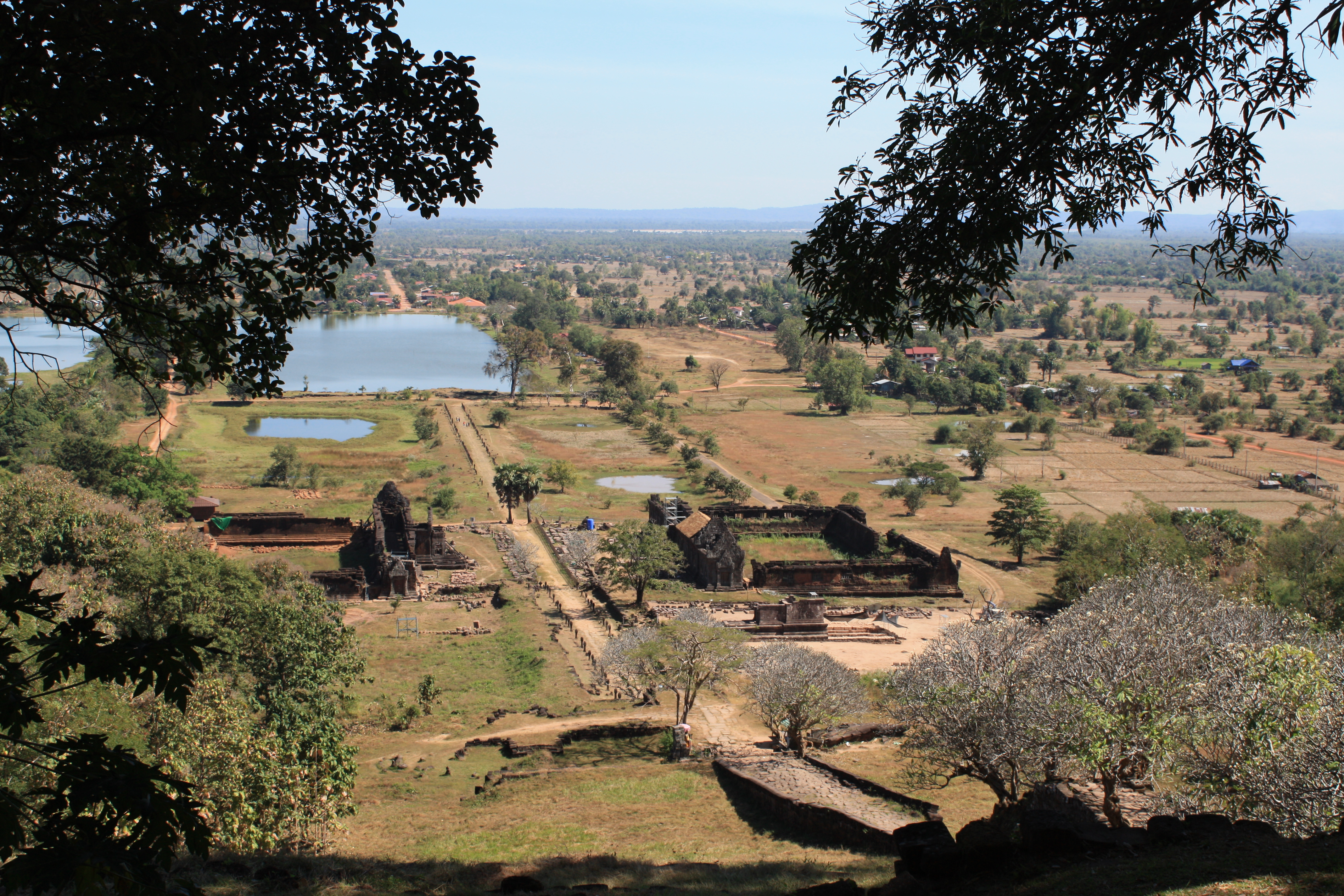
Cảnh chụp gần đỉnh chùa Wat Phou
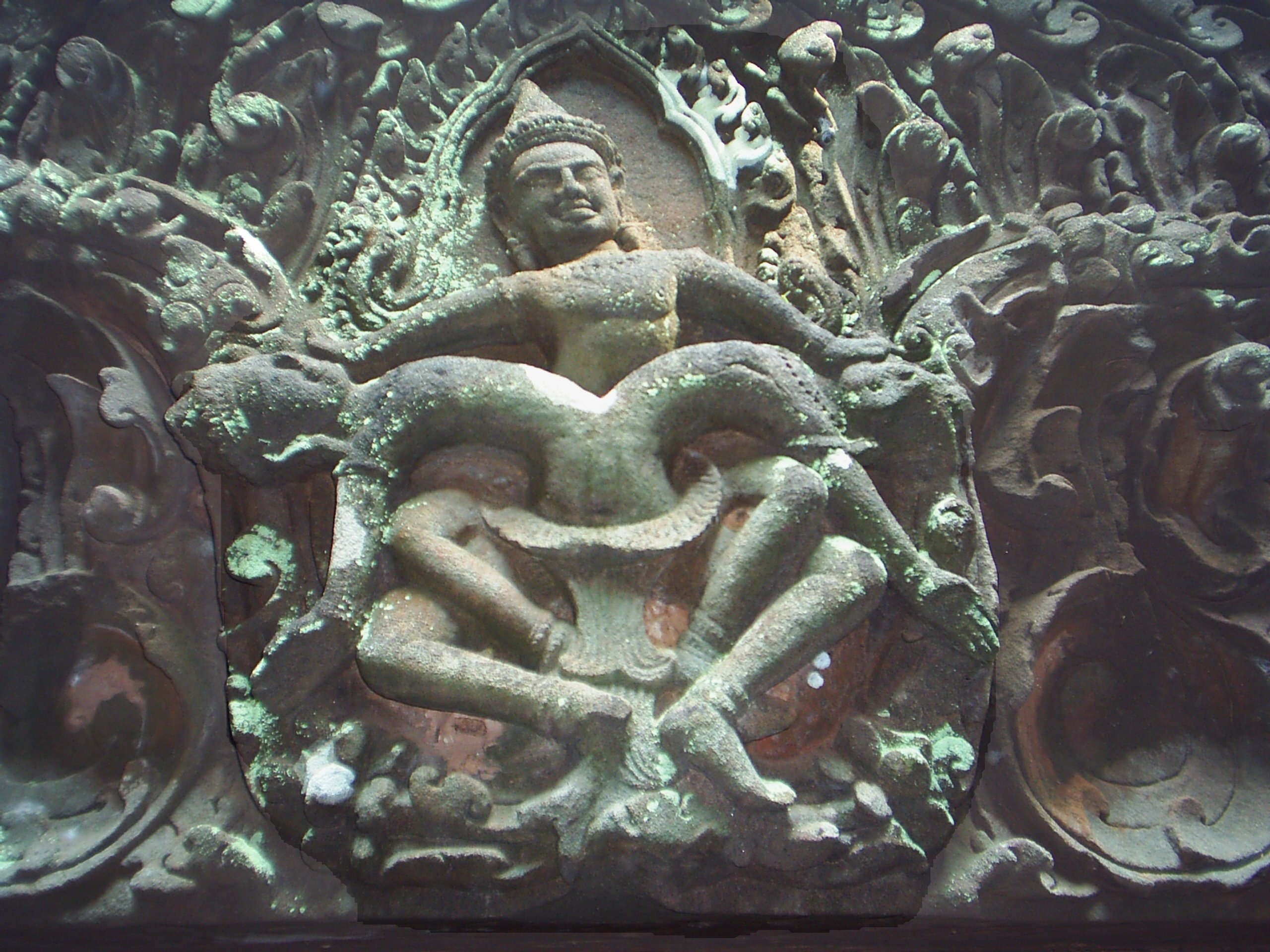
Một lintel showing, trên bức tường phía nam của Thánh địa Wat Phou
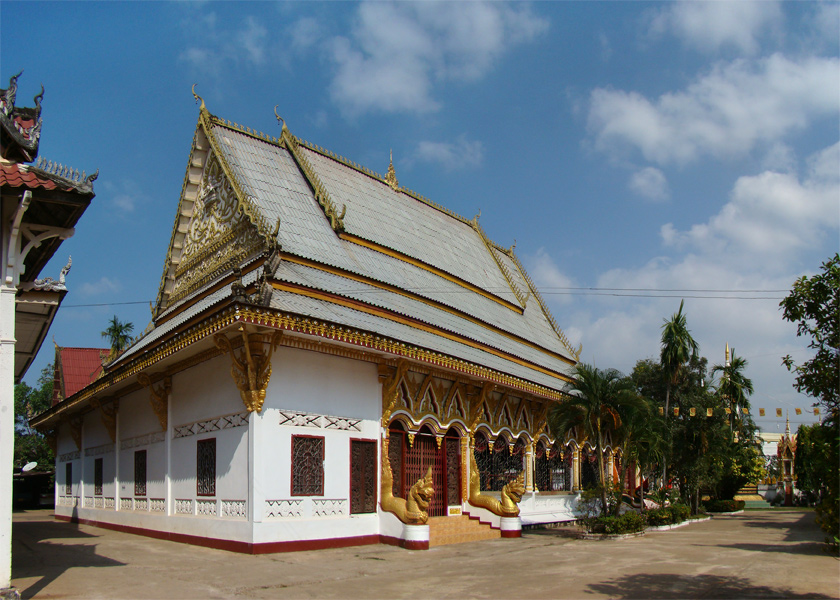
Chùa Wat Luang ở Pakse
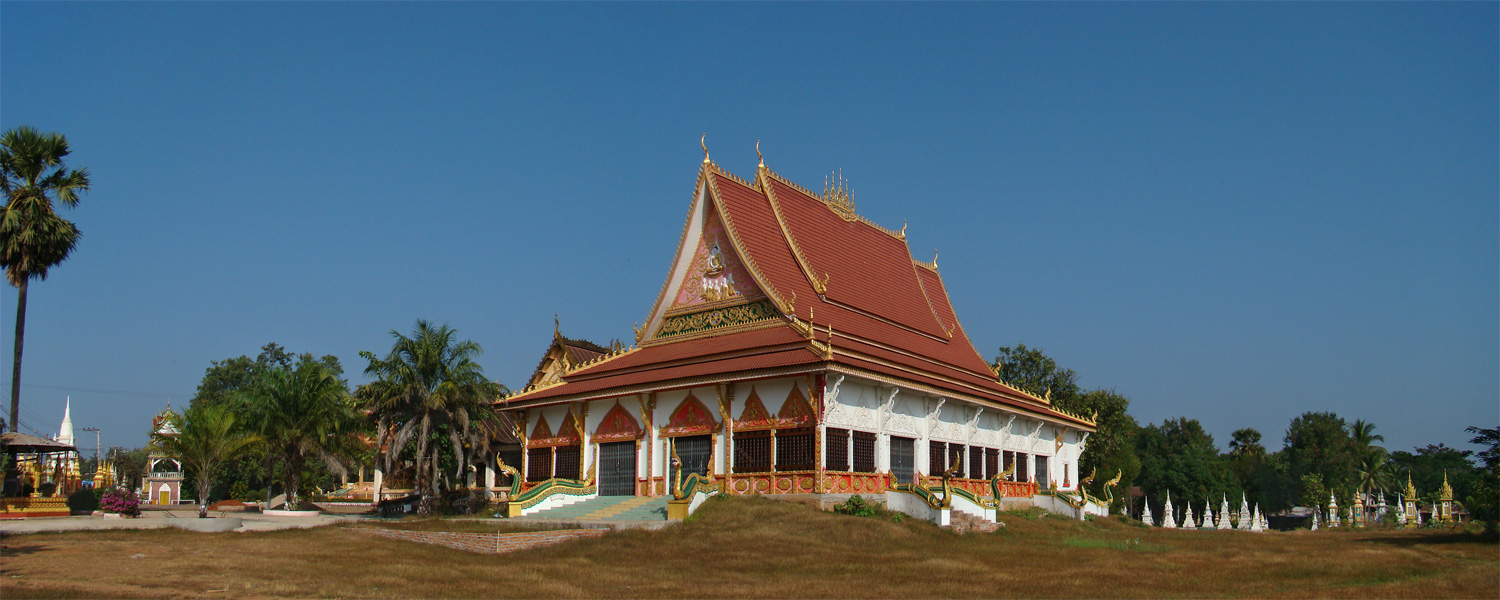
Chùa Wat Tham Fai ở Pakse

## Văn hóa
Trong tháng ba âm lịch (tháng hai dương lịch), các lễ hội tại đền Angkor diễn ra trước lễ hội truyền chùa Wat Phou của Champasack tại khu vực chùa đã bị đổ nát. Lễ hội nổi tiếng về đua voi, đấu bò, và các buổi biểu diễn văn hoá của âm nhạc truyền thống nhạc Lào và khiêu vũ.

### Tra cứu
- Burke, Andrew; Vaisutis, Justine (2007). Laos 6th Edition. Lonely Planet. tr. 255–56. ISBN 9781741045680.
- Bush, Austin; Elliot, Mark; Ray, Nick (ngày 1 tháng 12 năm 2010). Laos 7. Lonely Planet. tr. 12–. ISBN 978-1-74179-153-2.
- Mansfield, Stephen; Koh, Magdalene (ngày 1 tháng 9 năm 2008). Laos. Marshall Cavendish. tr. 10–. ISBN 978-0-7614-3035-3.

## Các đường link bên ngoài
- Hướng dẫn du lịch Champasak từ Wikivoyage
- Hướng dẫn du lịch Pakse từ Wikivoyage